# Saison 1 de NCIS: Sydney
Chronologie
Saison 2
Cet article présente le guide des épisodes de la première saison de la série télévisée australienne NCIS: Sydney.

## Synopsis
La série suit le quotidien d'agents spéciaux du NCIS chargés d'enquêter sur des crimes concernant les membres de la Marine sur le sol australien, aux côtés d'agents de l'AFP.

## Distribution

### Acteurs principaux
- Olivia Swann (VF : Géraldine Asselin) : Michelle Mackey
- Todd Lasance (VF : Damien Ferrette) : Jim « JD » Dempsey
- Sean Sagar (VF : Mike Fédée) : DeShawn Jackson
- Tuuli Narkle (VF : Charlotte Marin) : Evie Cooper
- Mavournee Hazel (en) (VF : Noémie Orphelin) : Bluebird « Blue » Gleeson
- William McInnes (VF : Patrick Bonnel) : Roy « Rosie » Penrose

## Liste des épisodes
1. Radiations mortelles
2. La morsure du serpent
3. Frères d'armes
4. Un héros disparu
5. Un après-midi de chien
6. Extraction
7. Le bunker
8. Une Blonde Ambitieuse

### Épisode 1:Radiations mortelles
- Australie : 10 novembre 2023 sur Paramount+
- États-Unis /  Canada : 14 novembre 2023 sur CBS / Global
- France : 18 janvier 2024 sur Paramount+

- États-Unis : 5,64 millions de téléspectateurs[1]

- Lewis Fitz-Gerald : Richard Rankin
- Georgina Haig : Ana Niemus
- Daniela Farinacci : Susan Quinn, Ministre des Affaires étrangères
- Bert LaBonté : Ken Carter, agent spécial du NCIS
- Tom Dawson : Evan Gerber
- Drew Wilson : Marin
- Brendan Maclean : Manifestant pieds nus
- Brayden Havard : Sous-officier Flynn
- Kama Lord : Xena
- Brett Nichols : Publicain
- Joshua McElroy : Bob Hawke, patron du bar
- Luke Lamond : Lieutenant O'Leary
- Alan Zhu : Matelot de 2e classe Tan
- Tom O'Sullivan (en) : Brandis
- Juan Bianchi : Technicien de la police judiciaire (non-crédité)
- Loz Booth : Manifestant (non-crédité)

### Épisode 2:La morsure du serpent
- Australie : 17 novembre 2023 sur Paramount+
- États-Unis /  Canada : 21 novembre 2023 sur CBS / Global
- France : 25 janvier 2024 sur Paramount+

- États-Unis : 5,03 millions de téléspectateurs[2]

- Steve Vella : Artie, pêcheur #1
- Mick Davies : Mick, pêcheur #2
- Dean Povic : Sergent d'état-major Lee Mitchell
- Romy Bartz : Jenna Ireland
- Nicholas Brown : Quartier-maître Rennie
- Lucas Fatches : Biker #1
- Bradley Flett : Biker #2
- Gerick Leota : Tommy Latu
- Dorian Nkono : Frank Lupo

### Épisode 3:Frères d'armes
- Australie : 24 novembre 2023 sur Paramount+
- États-Unis /  Canada : 28 novembre 2023 sur CBS / Global
- France : 1er février 2024 sur Paramount+

- États-Unis : 4,95 millions de téléspectateurs[3]

- Lewis Fitz-Gerald : Richard Rankin
- Nate Amare : Instructeur
- Lex Marinos : Dimi
- Ava Oberoi : Aziza
- Cym Smith : Sitty
- Conrad Coleby : Lieutenant Commander Lee
- John Harding : Bulldog
- Roberto Zenca : Phil 'Filthy' Coleman
- Shameer Birges : Maas
- Christopher Kirby : Hamish 'Hammer' Moore
- Jake Ryan (en) : Charlie 'Nails' Naylor
- Alec Snow : Oyster

### Épisode 4:Un héros disparu
- Australie : 1er décembre 2023 sur Paramount+
- États-Unis /  Canada : 5 décembre 2023 sur CBS / Global
- France : 8 février 2024 sur Paramount+

- États-Unis : 4,87 millions de téléspectateurs[4]

- Tiriel Mora : Theo Blainey
- Josh McConville : Armen Standish
- Linal Haft : Frank Doherty
- Courtney Lyall : Femme au téléphone
- Mark Paguio : Jeremy
- Vaingana Matapule : Max
- Douglas Chalmers : Quartier-maître Eddie Baker
- James Saunders : Adjudant Jameson
- Meme Thorne : Mei Koo
- Michelle Collins : Rusty

### Épisode 5:Un après-midi de chien
- Australie : 8 décembre 2023 sur Paramount+
- États-Unis /  Canada : 12 décembre 2023 sur CBS / Global
- France : 15 février 2024 sur Paramount+

- États-Unis : 4,87 millions de téléspectateurs[5]

- Josie Rawson : Louie
- Yvette Gregory : Amanda
- Aidan Gillett : Agent Scott
- Sam Molineaux : Hulk
- Joshua Bonello : Agent Bennett
- Eleanor Stankiewicz : Sergent-détective Cath Welsh
- Oscar Lin : Chef de l'escouade anti-bombes Volka
- Andrew Shaw : Stone
- Sean Harnett : Agent de police
- Eun Ah Choe : Patron du café
- Bishanyia Vincent : Fiona
- Jemima Woods : Casey
- John Gomez Goodway : Sniper Kane
- David Hooley : Opérateur TOU Valesini

### Épisode 6:Extraction
- Australie : 15 décembre 2023 sur Paramount+
- États-Unis /  Canada : 9 janvier 2024 sur CBS / Global
- France : 22 février 2024 sur Paramount+

- États-Unis : 4,86 millions de téléspectateurs[6]

- Dustin Clare : Porter / Kane
- Matt Nable : Sergent-détective Skelton
- Michael Jupp : Brooks / Goddard
- Arkia Ashraf : Ryker
- Nadim Accari : Hakim
- Brad McMurray : Teo
- Zaac Christian Hayes-Seru : Banlieusard
- Richard Huggett : Assesseur
- Aleks Mikic : Sous-officier Leeson
- Joel Coelho Barbosa : El Maestro

### Épisode 7:Le bunker
- Australie : 22 décembre 2023 sur Paramount+
- États-Unis /  Canada : 16 janvier 2024 sur CBS / Global
- France : 29 février 2024 sur Paramount+

- États-Unis : 5,17 millions de téléspectateurs[7]

- Georgina Haig : Monica Rowe / Ana Niemus
- Barbara Gouskos : Trisha
- Shaun Wood : Howie Sutcliffe
- Aidan O'Donnell : Serveur
- Abhilash Kaimal : Rohit Rashik
- Kimie Tsukakoshi : Ada Pack
- Samantha Young : Sophie Atkins
- Adele Samus : Lauren Fox
- Shawnee Jones : Serveuse de salle de bal
- Robert McFarlane : Invité du Bunker (non-crédité)

### Épisode 8:Une Blonde Ambitieuse
- Australie : 29 décembre 2023 sur Paramount+
- États-Unis /  Canada : 23 janvier 2024 sur CBS / Global
- France : 7 mars 2024 sur Paramount+

- États-Unis : 4,76 millions de téléspectateurs[8]

- Benedict Hardie : Yaroslav
- Georgina Haig : Ana Niemus
- Bert LaBonté : Agent spécial du NCIS Ken Carter
- Lewis Fitz-Gerald : Richard Rankin
- Henry McWilliam : Jack
- Kate Jenkinson : Rebecca
- Georgie Payne : Liv
- Cassie Howarth : Allison
- Deepka Ratra : Ambulancier
- Paul Jenkins : Clown mort
- Arky Michael : Prêtre orthodoxe russe
- Marina Zivkovic : Yelena
- Matthew Holmes : Agent spécial du FBI Cummins

## Critiques
Sur le site Rotten Tomatoes, la saison 1 obtient une approbation de 70 % sur 10 critiques avec une moyenne de 7,7/10. Sur le site d'Allociné, la saison 1 obtient une note de 3,0 sur 5.